# شامیل شتکائوری
شامیل شتکائوری (به گرجی: შამილ შეთეკაური)(۱۰ ژوئیه ۱۹۵۵-۱ اوت ۲۰۱۸) یک دانشمند گرجی در زمینه گیاه‌شناسی بود که به عنوان متخصص منطقه ای قفقاز در اتحادیه بین‌المللی حفاظت از طبیعت، عضو انجمن گیاه‌شناسی گرجستان، عضو سازمان بین‌المللی (OPTIMA)، عضو اتحادیه جغرافیایی بین‌المللی (IGU)، رئیس سازمان غیردولتی TEBULO، عضو انجمن لینه‌ای‌های لندن و عضو اتاق علمی مؤسسه گیاه‌شناسی Ketskhoveli  فعالیت داشت.

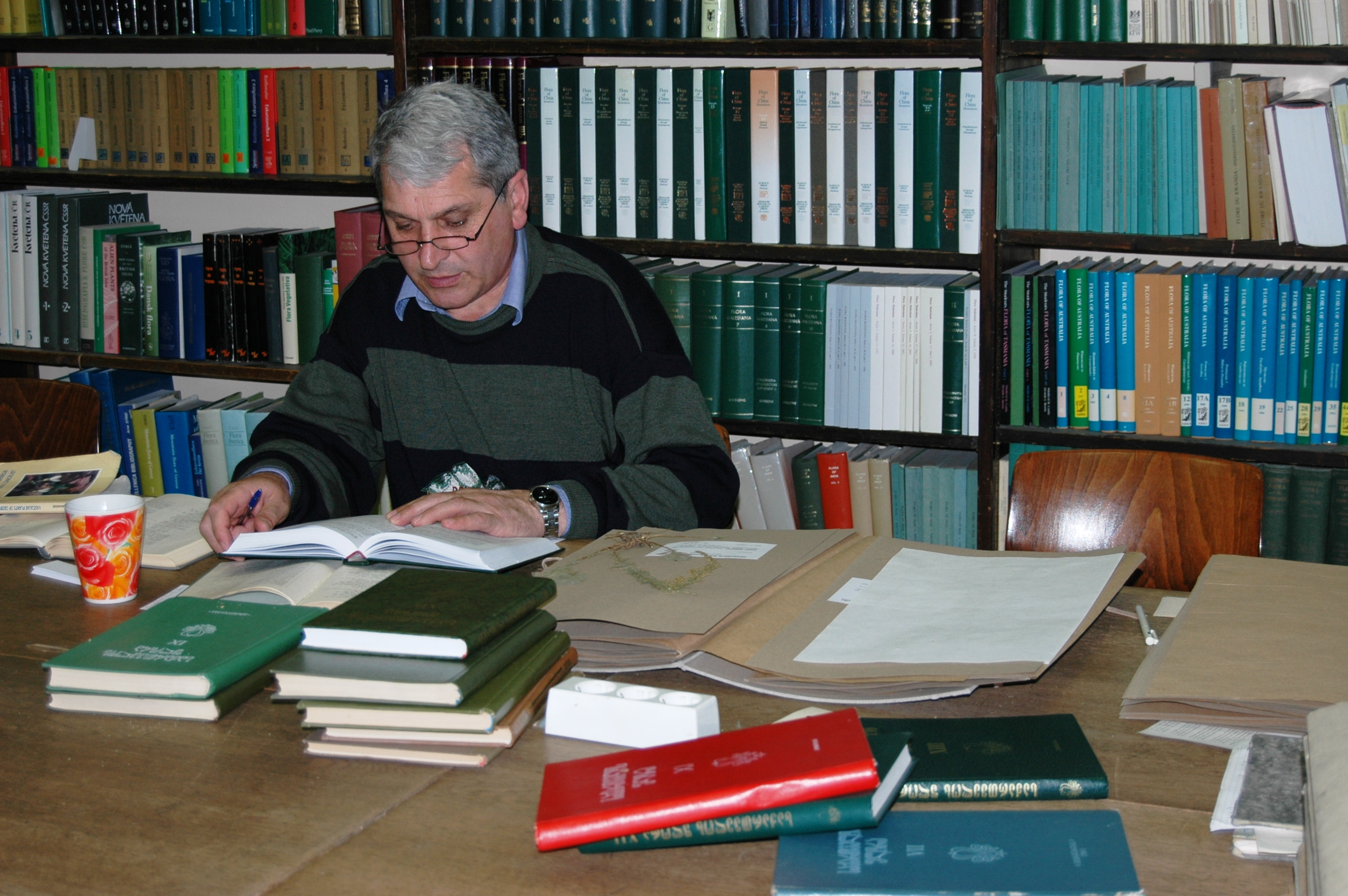
شتکائوری در هرباریوم دانشگاه ینا